# Wainia eremoplana
Wainia eremoplana är en biart som först beskrevs av Mavromoustakis 1949.  Wainia eremoplana ingår i släktet Wainia och familjen buksamlarbin. Inga underarter finns listade i Catalogue of Life.